# Пужайково
Пужа́йково (укр. Пужа́йкове) — село, относится к Подольскому району Одесской области Украины.
Население по переписи 2001 года составляло 2163 человека. Почтовый индекс — 66112. Телефонный код — 4866. Занимает площадь 7,05 км². Код КОАТУУ — 5120687501.

## Местная власть
66110, Одесская обл., Подольский р-н, с. Песчаная.